# Rue des Mauvaises-Paroles
La rue des Mauvaises-Paroles est une ancienne rue de Paris, disparue en 1853 lors du percement de la rue de Rivoli. Elle était située dans l'ancien 4e arrondissement.

## Situation
Cette rue commençait aux 27-29, rue des Lavandières-Sainte-Opportune et finissait aux 6-8, rue des Bourdonnais. Elle était située dans l'ancien 4e arrondissement dans le quartier Saint-Honoré.
Les numéros de la rue étaient rouges. Le dernier numéro impair était le no 23 et le dernier numéro pair était le no 22.

## Origine du nom
La rue tire sans doute son nom des hommes de bas étages qui l'habitaient.
On trouve une origine similaire pour la Rue des Mauvais-Garçons, avec également des garçons-bouchers et de la prostitution.
De fait aucune origine du nom ne peut être exclue d'office. Par exemple, une voie nommée Impasse Rollin-Prend-Gage d'après un prêteur sur gages ou usurier à proximité immédiate peut laisser supposer que la profession occupait une partie du quartier. En encore par exemple le quartier aurait été habité par des non-croyants, non-chrétiens ou non-catholiques, qui du reste pouvaient exercer une profession liée au crédit et au recouvrement. Ou encore par exemple un débit d'alcool ayant pour enseigne Au Mauvais Conseil, l'alcool étant mauvais conseiller, voir Rue de la Limace à proximité nommée probablement d'après une ancienne enseigne. Ou encore par exemple un marché aux animaux bruyants (ânes, pourceaux, ...) ou lié à des croyances néfastes (marché aux félins,...), voir Rue de la Limace encore, à proximité.

## Historique
Au XIIe siècle, elle portait le nom de vicus Mali Consilii Sive Mali Verbi, qui peut se traduire par « rue de Mauvais-Conseil » ou « rue de Mauvaise-Parole ».
En 1229, elle porte le nom de « rue Male-Parole » et est citée dans Le Dit des rues de Paris, de Guillot de Paris, sous le nom « rue Maleparole ».
Elle prend ensuite le nom de « rue des Mauvaises-Paroles ». 
Elle est citée sous le nom de « rue des Mauvaises parolles » dans un manuscrit de 1636.
Elle disparait en 1853, lors du percement de la rue de Rivoli.

## Bâtiments remarquables et lieux de mémoire
- François Miron, prévôt des marchands de Paris, a demeuré dans cette rue[4].
- Le cardinal de Richelieu a également habité dans cette rue de 1615 à 1617[4].
- Charles Florimond Leroux, député du tiers état aux États généraux de 1789 pour le bailliage d'Amiens y demeurait, lors des sessions, chez Étienne Leroux, négociant, député au Conseil des Cinq-Cents et au corps législatif de l'an VIII à 1803.
- Le général Charles Joseph de Pully résida au n° 33[5].